# Nu heb ik paper
Nu heb ik paper is een lied van het Nederlandse dj en producer Glades en de Nederlandse rapper Lijpe en Algerijns-Franse rapper Boef. Het werd in 2019 als single uitgebracht.

## Achtergrond
Nu heb ik paper is geschreven door Aniss Bourajjaj, Abdel Achahbar en Sofiane Boussaadia en geproduceerd door Glades. Het is een lied uit het genre nederhop. In het lied vertellen de liedvertellers wat ze in het verleden deden om geld te verdienen, om vervolgens te zeggen dat ze nu niet meer die zorgen hebben omdat ze rijk zijn.
Het is niet de eerste keer dat de artiesten met elkaar samenwerken. Glades en Lijpe stonden onder andere al samen op de nummers Een beetje en Hongersnood en herhaalden de samenwerking op In love met die paper. Glades had met Boef nog niet eerder een hit. Lijpe en Boef hadden samen de hits Wie praat die gaat, Als het fout gaat en Terug naar toen en vele meerdere samenwerkingen. De drie artiesten herhaalden in 2022 hun samenwerking op Chance pakken. Lijpe en Boef stonden verder na Nu heb ik paper ook nog samen op Schakelen.

## Hitnoteringen
De artiesten hadden verschillend succes met het lied in het Nederlands taalgebied. Het piekte op de zeventiende plaats van de Single Top 100 en stond vier weken in deze hitlijst. De Top 40 werd niet bereikt; het lied bleef steken op de veertiende plaats van de Tipparade. Ook in de Vlaamse Ultratop 50 was er geen notering. Hier kwam het tot de 21e positie van de Ultratip 100